# Neocampanella
Neocampanella là một chi nấm trong họ Marasmiaceae. Đây là chi đơn loài, chứa một loài Neocampanella blastanos.